# Oder-Spree-Kanal
Der Oder-Spree-Kanal (OSK) verbindet die Oder bei Eisenhüttenstadt mit der Spree in Berlin indirekt, indem er dort nicht aus ihr, sondern südöstlich von Berlin aus ihrem Nebenfluss Dahme bzw. aus dem Seddinsee abzweigt. Er besteht aus zwei Abschnitten, die zusammen mit einem Stück der Spree zwischen beiden einen durchgehenden, etwa 85 Kilometer langen Schifffahrtsweg bilden, der wiederum der größte Teil der etwa 129 Kilometer langen Spree-Oder-Wasserstraße (SOW) ist. Vom Seddinsee bis zur Schleuse Eisenhüttenstadt gilt die Wasserstraßenklasse III, von dort bis zur nahen Oder die Klasse IV mit Einschränkungen.
Der ca. 24 Kilometer
lange westliche Abschnitt führt von der Dahme bzw. vom Seddinsee in Schmöckwitz zur Fürstenwalder Spree, an die er etwa 4 Kilometer westlich von Fürstenwalde linksseitig anschließt. Nach etwa 20 Kilometer stromauf zweigt er rechtsseitig wieder von ihr ab. Hier schließt der etwa 41 Kilometer lange östliche Kanal-Abschnitt, der die Oder in Eisenhüttenstadt (Ortsteil Fürstenberg) erreicht, an.

## Einzelheiten zum Verlauf
In seiner etwa 38 Kilometer langen Scheitelhaltung zwischen den Schleusen Kersdorf und Eisenhüttenstadt kreuzt der Oder-Spree-Kanal bei Biegenbrück die Wasserscheide zwischen Elbe und Oder und damit auch die Nordsee-Ostsee-Wasserscheide. Über das Pumpwerk bei der Schleuse Neuhaus und durch den Neuhauser Speisekanal wird die Scheitelhaltung mit Wasser aus der Spree gespeist. Auch aus der Schlaube bei Müllrose wird ihr Wasser zugeführt. In Trockenzeiten kann seit 1917 über das Pumpwerk Eisenhüttenstadt auch Oderwasser zugeführt werden.
Im Westen wird der Höhenunterschied von etwa 7,8 Metern zwischen Seddinsee und der Scheitelhaltung mit drei Schleusen überwunden, der Schleuse Wernsdorf, Schleuse Fürstenwalde und der Schleuse Kersdorf.
Der Höhenunterschied von ca. 14 Metern zwischen Scheitelhaltung und  Oder  wird mit einer einzigen Schleuse, der Zwillingsschachtschleuse Eisenhüttenstadt bewältigt.

## Geschichte

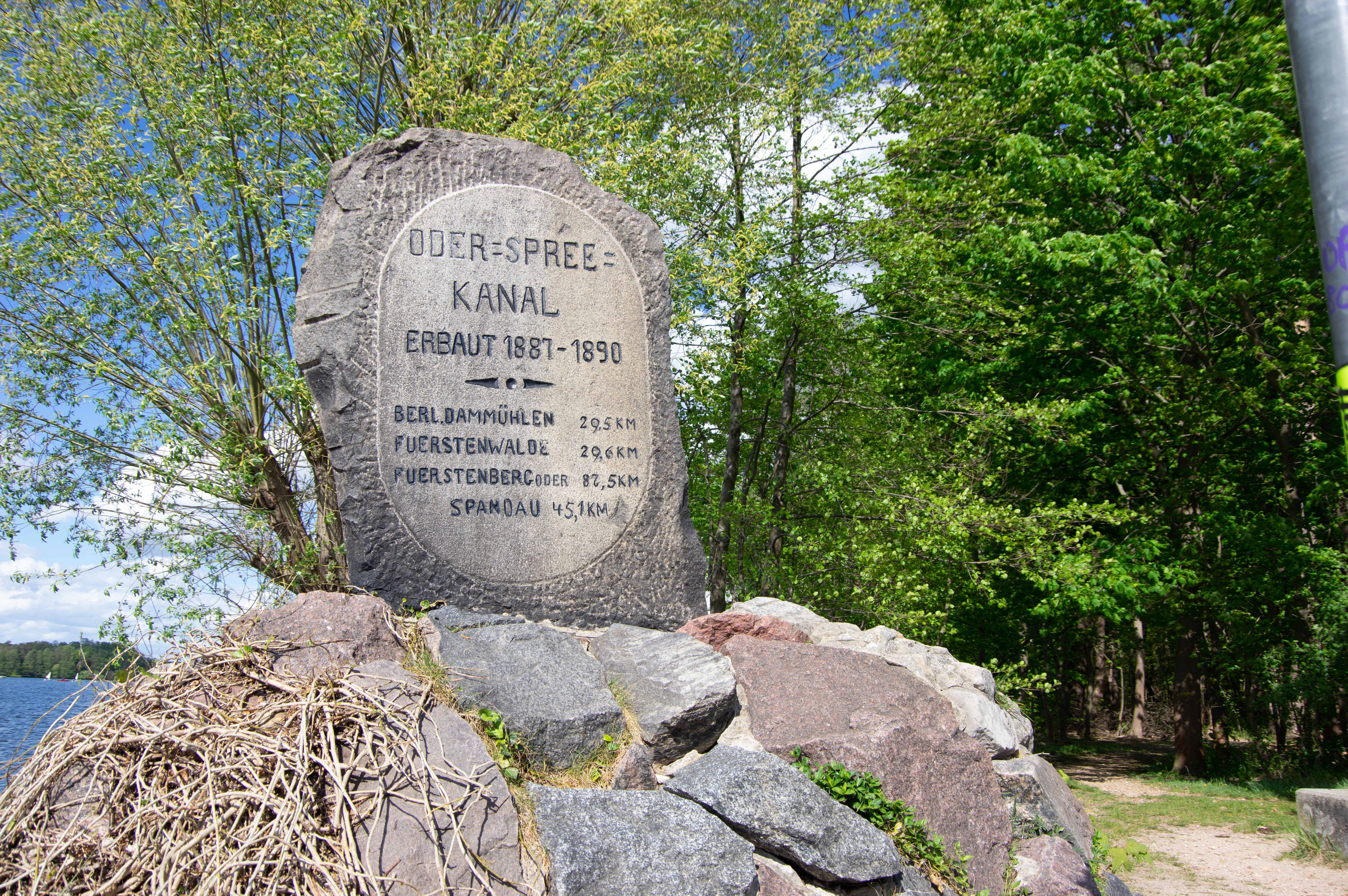
Denkmal am Oder-Spree-Kanal an der Abzweigung vom Seddinsee

### Friedrich-Wilhelm-Kanal
Bereits 1373 wollte Kaiser Karl IV. einen Kanal von der Spree zur Oder bauen lassen. 1558 wurden durch Kaiser Ferdinand I. die Grabungen für den ersten Bauabschnitt von Neuhaus nach Müllrose begonnen, jedoch nach dem Tod des Kaisers 1564 eingestellt. Die Bauarbeiten wurden unter dem Großen Kurfürsten Friedrich Wilhelm 110 Jahre später abgeschlossen, indem das zweite Teilstück von Müllrose nach Brieskow-Finkenheerd fertiggestellt wurde. Der Kanal wurde 1668 eingeweiht und nach dem Großen Kurfürsten benannt.
Dieser Friedrich-Wilhelm-Kanal tat 200 Jahre seinen Dienst, wurde aber mit der Industrialisierung des 19. Jahrhunderts hoffnungslos überlastet.

### Oder-Spree-Kanal
Da trotz der Konkurrenz durch die Eisenbahn die Binnenschifffahrt weiter zunahm, beschloss die preußische Regierung 1886 den Bau des Oder-Spree-Kanals, der nach fünf Jahren Bauzeit 1891 eröffnet wurde.
Zur Bewegung der Kähne wurde zunächst eine Treidelbahn mit 900 mm Spurweite und einer zweiachsigen Lokomotive angeboten, die mit bis zu sieben Kähnen eine Geschwindigkeit von 7 km/h erreichte. Es konnte jedoch kein wirtschaftlicher Betrieb mit dieser Antriebsart erreicht werden, sodass sich, wie auf anderen Gewässern, der Betrieb mit Schleppdampfern durchsetzte.

### Aus- und Umbauten

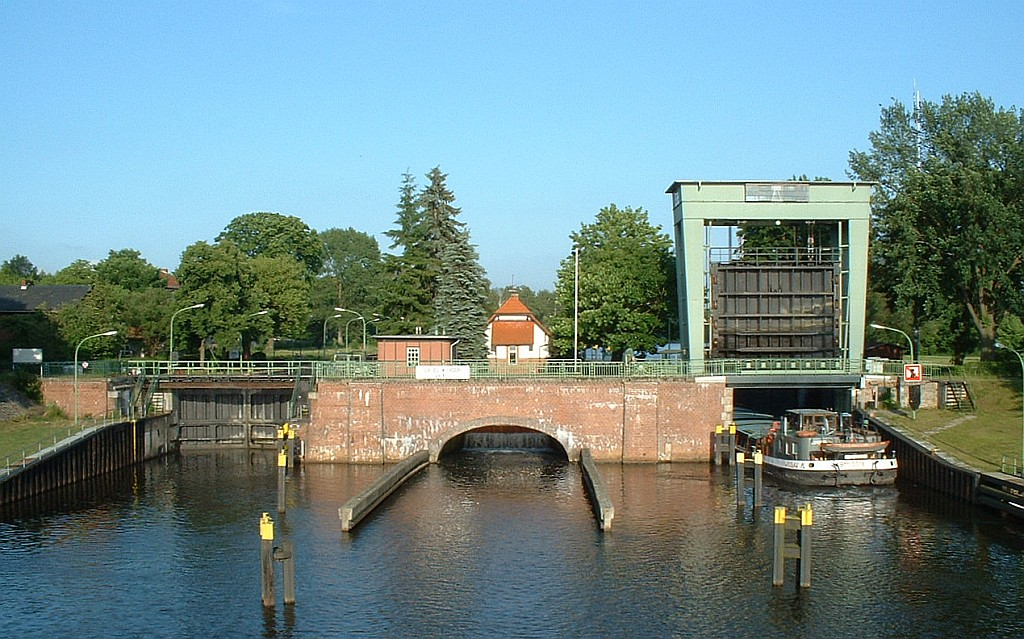
Schleuse Wernsdorf, Unterwasser

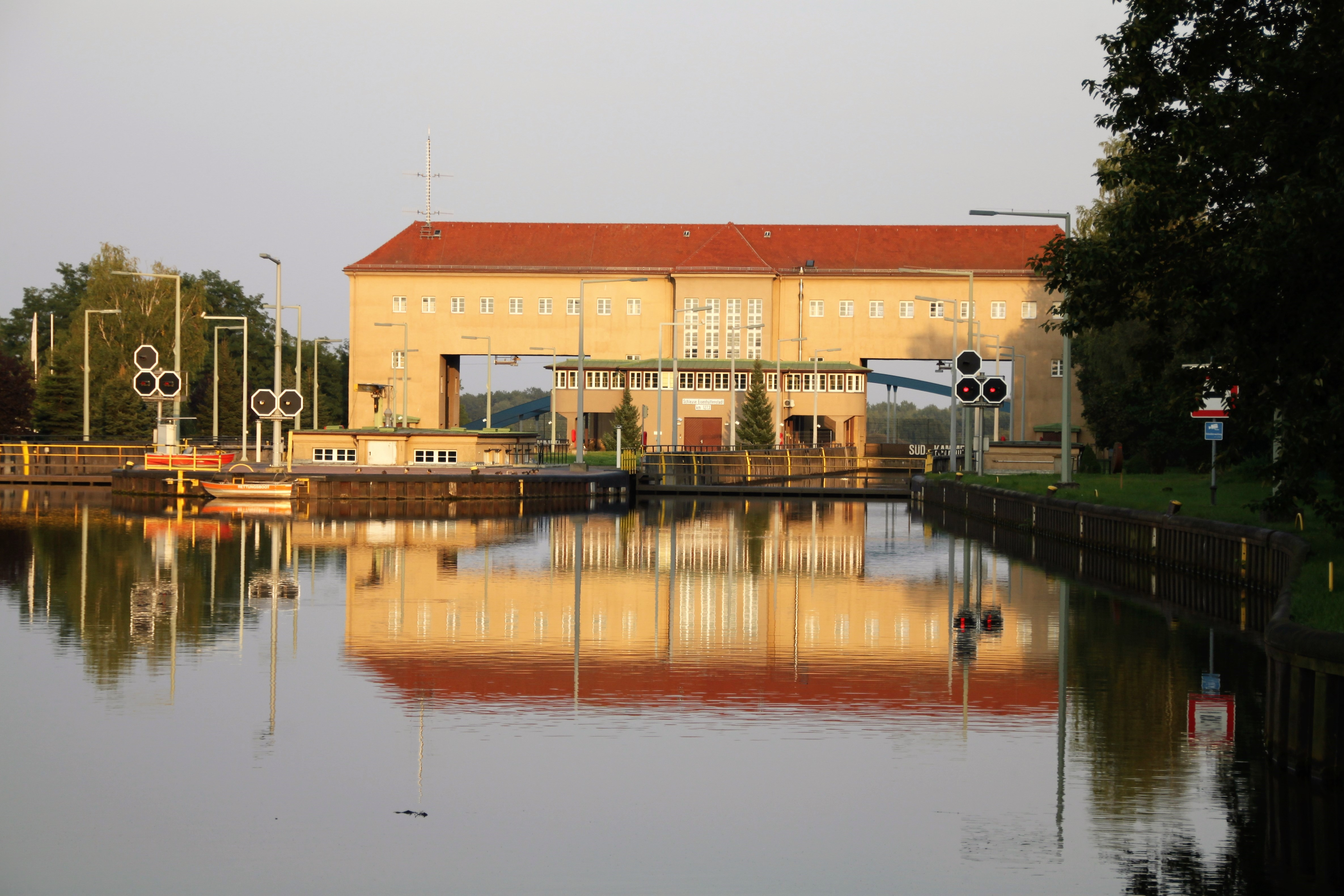
Zwillingsschachtschleuse Eisenhüttenstadt, Oberwasser

Da der Verkehr alle Erwartungen übertraf, musste bereits 1895–1897 der Kanal auf weiten Strecken verbreitert werden, um Begegnungen zu ermöglichen. Größere Schiffsabmessungen zwangen bis zum Ersten Weltkrieg zum Bau zweiter Schleusen an allen Kanalstufen und zu einer abermaligen Kanalverbreiterung.
Zwischen den beiden Weltkriegen wurden auf der Wasserstraße so viele Waren transportiert, dass es an den Schleusen zu langen Wartezeiten kam. Die Ortschaften an den Schleusen erlebten durch die Schiffer, die dort bis zu einer Woche warten mussten, einen wirtschaftlichen Aufschwung. Deshalb wurde 1925–1929 in Fürstenberg/Oder (Eisenhüttenstadt) die dreistufige Schleusentreppe durch eine Zwillingsschachtschleuse mit Kammerabmessungen von 130 × 12 m, ersetzt. Des Weiteren wurde dort zwischen 1940 und 1943 bei km 124,5 ein Stichhafen angelegt, der heutige Hafen Eisenhüttenstadt.
Nach dem Zweiten Weltkrieg konzentrierten sich die Arbeiten auf Trümmer- (32 Brücken) und Wrackbeseitigungen (188 Fahrzeuge) sowie Uferbefestigungen. Da die Schleusen betriebsfähig geblieben waren, konnte die Schifffahrt schon 1946 eingeschränkt wieder aufgenommen werden. 1966 begann der Ausbau für den Verkehr mit Schubverbänden bis zu einer Länge von 115 Metern. Fünf neue Durchstiche und etliche Begradigungen entstanden. So war auch zu DDR-Zeiten der Kanal ein wichtiger Verkehrsweg. Seine Bedeutung sank aber nach der Wende 1989 durch den Niedergang der ostdeutschen Wirtschaft.
Ausgewählte Schleusen wurden für größere Schiffe ausgebaut. Die Nordkammer der Schleuse Wernsdorf wurde 2006 fertiggestellt, die Nordkammer der Schleuse Kersdorf wurde ab 2009 ausgebaut und am 5. September 2013 für den Verkehr freigegeben. Die zwischen Wernsdorf und Fürstenwalde gelegene Schleuse Große Tränke, die als Sperrschleuse dazu diente, die Haltung Wernsdorf vor Spreehochwasser zu schützen, hatte ihren Zweck verloren durch den Einbau einer Freiarche (Auslass) in Wernsdorf und den Dahme-Umflutkanal, der seit 1911 Hochwasser der oberen Spree in die Dahme umleitet. Sie war seit 1950 außer Betrieb und wurde 2004 abgerissen. Nach dem letzten Ausbau bleibt die Schleuse Fürstenwalde das Nadelöhr für die durchgehende Schifffahrt.